# Fujiwara no Takatō
Fujiwara no Takatō (藤原高遠?   949-16 de junio de 1013) fue un cortesano, músico y poeta japonés que vivió a mediados de la era Heian. Su padre fue Fujiwara no Tadatoshi y su abuelo fue Fujiwara no Saneyori. Es considerado uno de los treinta y seis poetas que conforman la lista antológica Chūko Sanjūrokkasen.
Fue nombrado como Jugoi en 964 y chambelán en 967. En 970 fue nombrado oficial en la provincia de Ōmi, en 971 promovido a Shōgoi, en 984 como Shōshii y en 986 como jefe del Kuraryō. Hacia 990 es promovido a Jusanmi y como Sangi, en 1004 como Dazai Daini de la provincia de Tsukushi, y en 1012 promovido a Shōsanmi.
Como poeta waka compiló personalmente sus poemas en el Daini Takatō-shū (大弐高遠集?) y 28 de sus poemas aparecieron en las diversas antologías imperiales a partir del Shūi Wakashū. También fue conocido por ser un especialista en el toque de flauta.